# Afterpiece
Afterpiece est le terme anglais qui désignait en Angleterre, au XVIIIe siècle, les spectacles complémentaires qui étaient donnés après une grande œuvre théâtrale.
On y représentait de courtes comédies, des farces ou des pantomimes pour alléger les tragédies néoclassiques en cinq actes qui étaient interprétées dans les théâtres. Les réductions pour les prix d'entrée après le troisième acte, permettaient aux passionnés moins fortunés et aux travailleurs, de voir la fin du mélodrame et l’afterpiece en un acte.
L’afterpiece peut être également une pièce musicale à l'opéra.